# إقليم بوبانزا
إقليم بوبانزا (بالإنجليزية: Bubanza Province) هو إقليم في بوروندي، بلغ عدد سكانه 338,023 نسمة وذلك حسب إحصائيات سنة 2008، عاصمته بوبانزا، تبلغ مساحته 1,089.04 كيلومتر مربع.

## الموقع
يشترك في الحدود مع:
- إقليم سيبيتوك
  - إقليم مورامفيا
  - إقليم كايانزا
  - إقليم بويمبورا الريفية.

## التقسيمات الإدارية
- بوبانزا
- Commune of Gihanga [الإنجليزية]‏
- Commune of Musigati [الإنجليزية]‏
- Commune of Mpanda [الإنجليزية]‏
- Commune of Rugazi [الإنجليزية]‏.